# Aimé Grasset
Aimé Grasset est un aviateur français né le 20 décembre 1888 au Béage (Ardèche) et mort des suites du crash de son avion le 7 juin 1924 à Jihlava (Tchéquie). Pilote d'essai, pionnier du vol à voile, héros de la Grande Guerre, il fut au début des années 1920 l’un des premiers pilotes de ligne de l’histoire de l’aviation civile.

## Biographie

### Famille
Aimé Grasset naît au Béage le 20 décembre 1888. Son père, garde forestier, meurt en 1903 ; à cette date, la famille est établie aux Estables (Haute-Loire). 

### Études
Scolarisé au cours complémentaire du Monastier-sur-Gazeille, il obtient son brevet d’enseignement. Cependant, les modestes revenus de sa mère ne lui permettent pas de poursuivre son instruction au-delà du plus haut niveau de l’enseignement primaire. 

### Formation militaire
Il est convoqué en 1909 dans le cadre de son service militaire au 86e régiment d’infanterie, stationné à la caserne Romeuf du Puy-en-Velay. Il est successivement nommé caporal le 12 avril, puis sergent le 13 décembre 1910. 
Libéré de ses obligations, il s'engage dans l'armée et devient officiellement militaire le 1er octobre 1911. En novembre, il est muté de l'infanterie à l’aviation sur décision ministérielle et devient élève pilote en décembre. Il est breveté pilote aviateur ACF (n°800) en mars 1912. Poursuivant son instruction à Châlons-sur-Marne, il est breveté pilote militaire (no  236) en mars 1913 et intègre la première escadrille d'avions Voisin (V14), alors en cours de formation. En octobre de la même année, ses talents de pilote ayant été remarqués, il rejoint le Laboratoire aéronautique de Chalais-Meudon du commandant Émile Dorand pour participer aux essais d’appareils destinés à l’armée.
En juillet 1914, le sergent Grasset réalise le premier voyage en vol thermique sur avion, de Buc à Issy-les-Moulineaux, et le premier vol statique en avion à Villacoublay.

### La Grande Guerre
En 1914, Aimé Grasset est pilote à l'escadrille Do22 équipée d'appareils Dorand DO.1 Il assure des missions d'observation lors des batailles des Ardennes en août, et de la Marne en septembre. Fin 1914, après avoir été nommé adjudant, il est affecté à l'escadrille Do14/MF14 stationnée à Belfort. Il y effectue des missions de reconnaissance et de bombardement. 
En février 1915, il est pilote d'essai aux usines Voisin d'Issy-les-Moulineaux, chargé de mettre au point l'avion-canon. Après un bref passage à l'aviation du Camp retranché de Paris (CRP) en avril, il prend part à la bataille de l'Artois de mai à juin 1915. Chef de la première section d'avions-canon (SAC), il est aussi le premier pilote à combattre aux commandes de cet appareil.  

Le 1er août 1915, il est affecté à l'escadrille de bombardement Voisin VB101.  Après avoir été décoré de la médaille militaire en avril, la Croix de guerre avec palme lui est décernée en août avec la citation suivante : 
« Adjudant pilote à l’escadrille VB101, se distingue depuis 3 mois dans l’exécution des missions périlleuses qui lui sont confiées. Au cours de 18 tirs sur drachens ou bombardements, a eu par quatre fois son avion atteint par des éclats d’obus. A pris part à plusieurs bombardements à longue distance au-dessus du territoire ennemi. ». 
Il est nommé sous-lieutenant en octobre 1915. 

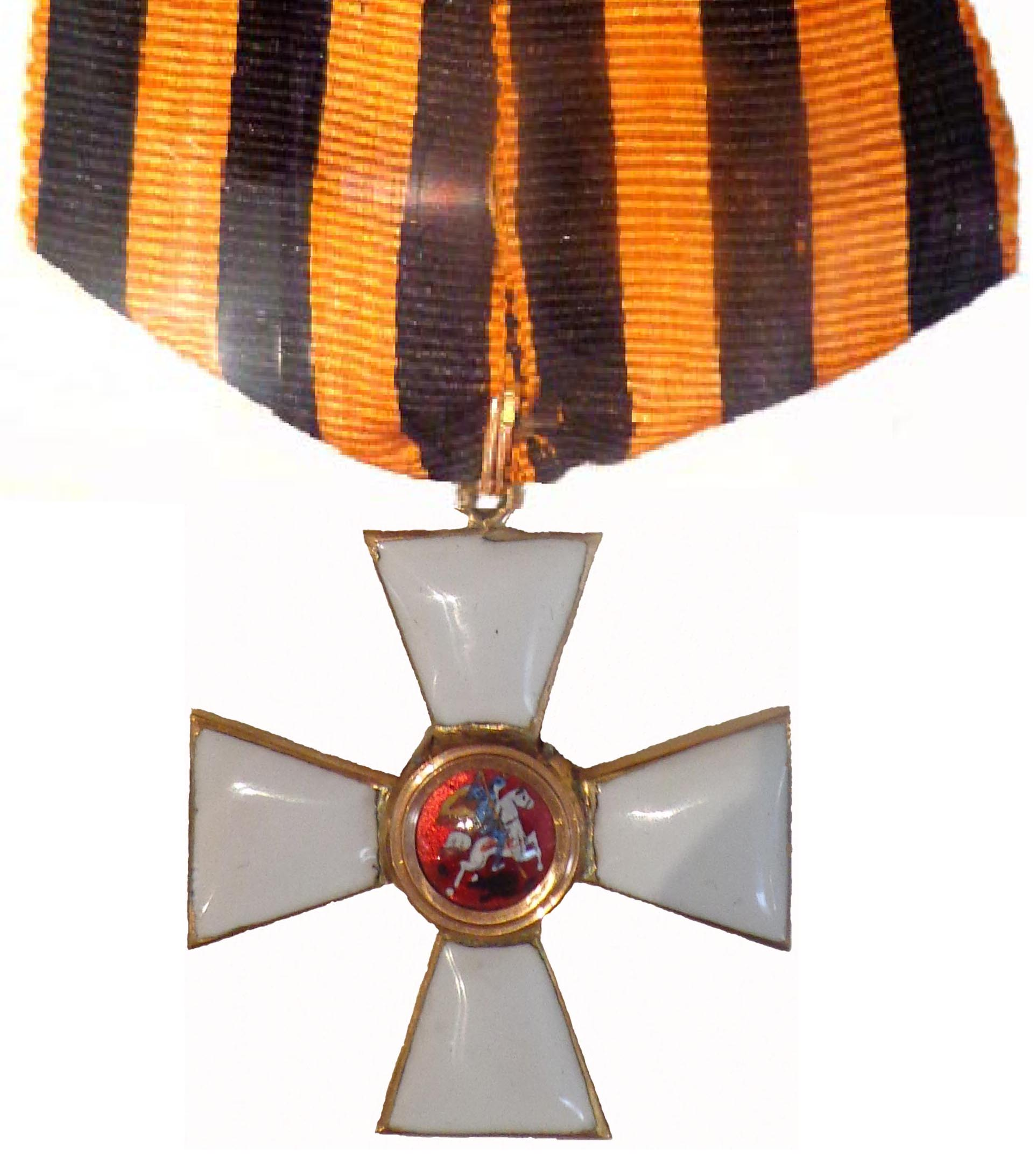
Insigne de l'Ordre de Saint-Georges de 4e classe

Début 1916, Aimé Grasset rejoint le Groupe des divisions d'entraînement (GDE), pour être formé pilote de chasse. Affecté à l'escadrille Nieuport N48 en avril, il la quitte au bout de quelques jours seulement pour rejoindre le groupe d'aviateurs de la Mission aéronautique française en Russie en cours de formation. De mai 1916 à fin 1917, il combat aux côtés des Russes sur le front des Carpates en assurant, pour l'essentiel, des missions de reconnaissance. Il est nommé lieutenant en octobre 1917 et fait chevalier de la Légion d'honneur le même mois. Il rentre en France en juin 1918 couvert des plus prestigieuses décorations de la Russie impériale. 
De septembre à octobre 1918, Aimé Grasset est chef de l’escadrille SPA3 du Groupe de chasse des Cigognes en remplacement de son chef, le capitaine Georges Raymond hospitalisé.

### Pilote dans l'aviation civile
À la démobilisation, Aimé Grasset, le corps meurtri par quatre années de front, est épuisé. De 1919 à 1922, ses affectations dans divers services techniques de l'armée sont interrompues par plusieurs périodes d'hospitalisation. En 1921, la Commission de réforme demande sa mise en non-activité temporaire pour « reliquats de rhumatisme articulaire aigu, maladie imputable au service ». Cette situation le contraint à rechercher un emploi dans l'aviation civile naissante.
En 1922, engagé par la Compagnie des grands express aériens (CGEA), il assure la liaison Paris-Londres aux commandes du Farman F.60 Goliath. En 1923, la CGEA est absorbée pour former le nouveau groupe Air Union. Grasset poursuit son activité au sein de cette compagnie.
En 1924, il est engagé par la Compagnie franco roumaine de navigation aérienne (CFRNA) pour assurer la liaison Prague-Vienne-Budapest. Le 6 juin 1924, son avion, s'écrase près de Jihlava en Tchéquie. Il décède le lendemain, son corps est ramené en France pour être inhumé au Crotoy (Somme).  

## Décorations
| Décorations françaises       | Décorations françaises | Décorations françaises               |
| ---------------------------- | ---------------------- | ------------------------------------ |
|                              |                        |                                      |
| Légion d'honneur (Chevalier) | Médaille militaire     | Croix de guerre 1914-1918 (3 palmes) |

| Décorations impériales russes      | Décorations impériales russes       | Décorations impériales russes          | Décorations impériales russes              |
| ---------------------------------- | ----------------------------------- | -------------------------------------- | ------------------------------------------ |
|                                    |                                     |                                        |                                            |
| Ordre de Saint-Georges (4e classe) | Ordre de Saint-Vladimir (4e classe) | Ordre de Sainte-Anne (2e et 4e classe) | Ordre de Saint-Stanislas (2e et 3e classe) |